# Camelops
Camelops – rodzaj wymarłych wielbłądowatych żyjących od środkowego pliocenu (ok. 3,5 mln lat temu) po schyłek plejstocenu (13 tys. lat temu). Zasiedlał zachodnią i środkową część Ameryki Północnej, od Alaski po południowy Meksyk, jego skamieniałości znaleziono też w Hondurasie.
Do rodzaju zalicza się co najmniej sześć gatunków :
- Camelops hesternus Leidy 1872
- Camelops huerfanensis Cragin, 1893
- Camelops kansanus Leidy, 1854 – gatunek typowy
- Camelops minidokae Hay, 1927. Najmniejszy gatunek w obrębie rodzaju.
- Camelops sulcatus Cope, 1893
- Camelops traviswhitei Mooser & Dalquist, 1975

W zależności od autora liczba wydzielanych w obrębie rodzaju gatunków waha się między 17 a 4 .

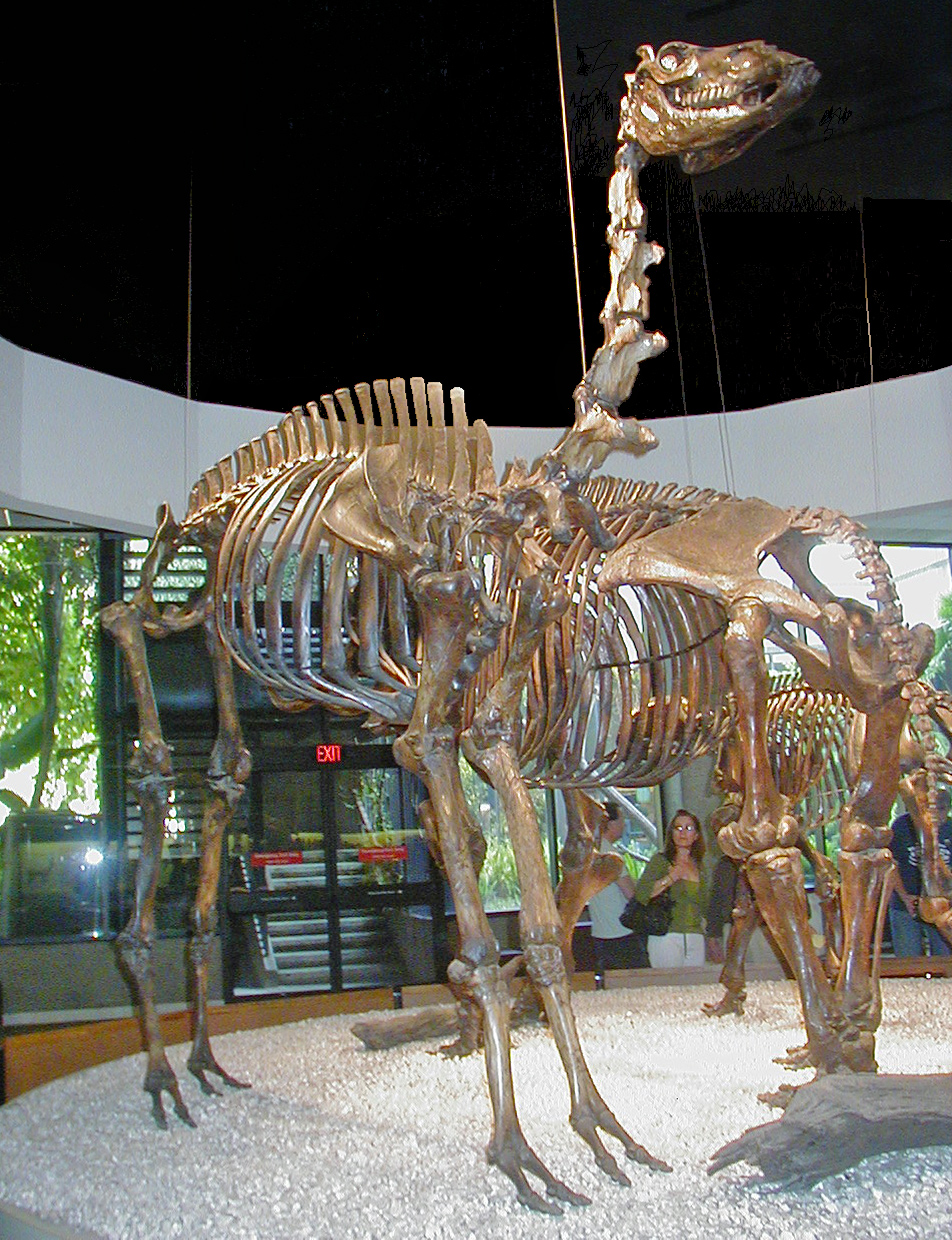
Szkielet Camelops hesternus na pierwszym planie. Okaz wydobyto z Rancho La Brea. George C. Page Museum, Los Angeles, Kalifornia